# Yumi Kakazu
Yumi Kakazu (嘉数 由美, Kakazu Yumi, plus connu sous la forme kana de son nom かかず ゆみ), née le 18 juin 1973, est une seiyū japonaise de Kamifukuoka (désormais Fujimino) à Saitama.

## Filmographie

### Animes TV
- After War Gundam X (Sala Tyrell) (voice acting debut)
- AKB0048 (Katagiri Tsubasa / Shinoda Mariko The 7th)
- Ask Dr. Rin! (en) (Banri Shijō)
- Black Heaven (OL)
- Bleach (Ririn, Gina)
- Candidate for Goddess (Leena Fujimura, Yukine Simmons)
- Ayashi no Ceres (Aya Mikage)
- Cyber Team in Akihabara (Dark Pigeon/Hatoko Daikan'yama)
- Les Descendants des ténèbres (Maki)
- Devil May Cry (Cindy)
- D.I.C.E. (en) (Marsha Rizarov)
- Divergence Eve (en) (Misaki Kureha)
- Doraemon (Shizuka Minamoto (second voice))
- Flint le détective (Princess Kaguya, Yunīta)
- Fullmetal Alchemist (Lyra/Dante)
- Gantz (Sadayo Suzumura)
- Geneshaft (Lieutenant Mir Lotus)
- Genesis of Aquarion (Silvia de Alisia)
- Ghost in the Shell: Stand Alone Complex (Tokura Eka)
- Godannar (en) (Shizuru Fujimura)
- Hikaru no Go (Akari Fujisaki)
- Hoshin - L'Investiture des Dieux (Daji)
- Hungry Heart: Wild Striker (Rie Koboku)
- Initial D (Sayuki)
- InuYasha (Ayame)
- The King of Braves GaoGaiGar Final -Grand Glorious Gathering- (en) (Renais Cardiff Shishio)
- Kochira Katsushika-ku Kameari Kōen-mae Hashutsujo (Ibu Honda (second voice))
- Kyo Kara Maoh! (Miko Shibuya)
- Loveless (Yamato Nakano)
- Lovely Idol (Reiko Nakazawa)
- Machine Robo Rescue (Nina)
- Medabots (Kokuryū, Momoko)
- MegaMan NT Warrior Stream (Medi)[1]
- Meine Liebe (Robertine)
- Mon Colle Knights (en) (Songstress of the Flower Garden)
- Nobunaga the Fool (en) (Hiraga Gennai)
- Nurarihyon no Mago (Kejoro)
- Onegai My Melody (en) (Johnny)
- Onmyō Taisenki (en) (Misasa)
- Ojarumaru (Mutsuko)
- Pokémon (Kei, Mikan)
- Pokémon Advanced Generation (Annu)[2]
- RahXephon (Hiroko Asahina)
- Saikano (Satomi)
- Saint Beast (Yuria)
- Samurai Deeper Kyo (Okuni, Jijin)
- Sister Princess (Haruka)
- Skull Man (Sayoko Karasuma)
- Someday's Dreamers (Takako Kawara)
- Soreike! Anpanman (Isoben)
- Steam Detectives (Misa Anan, newspaper reporter (Lily Edogawa))
- Stratos 4 (Mikaze Honjō)
- Superior Defender Gundam Force (Alicia)
- Super Robot Wars Original Generation: Divine Wars (Seolla Schweitzer)
- Tokyo Mew Mew (Mint Aizawa)
- Tsukihime, Lunar Legend (Hisui)
- Tsukuyomi -Moon Phase- (Elfriede)
- Uta Kata (Maki)
- Vampiyan Kids (Princess Castanet)
- Vandread (Dita Liebely)
- Yu-Gi-Oh! (Anzu Mazaki)

### OAV
- Final Fantasy VII Advent Children (Yuffie Kisaragi)
- Genesis of Aquarion (Silvia de Alisia)
- The King of Braves GaoGaiGar Final (Renais Cardiff Shishio)
- Legend of the Galactic Heroes: Spiral Labyrinth (Mirriam Roses)
- Super Robot Wars Original Generation: The Animation (Seolla Schweizer)
- Tenbatsu! Angel Rabbie (Fia Note)
- True Love Story Summer Days, and yet... (Akimi Arimori)

### Animations théâtrales
- Doraemon: New Nobita's Great Demon—Peko and the Exploration Party of Five (Shizuka Minamoto)
- Doraemon: Nobita and the Birth of Japan 2016 (Shizuka Minamoto)
- Doraemon: Nobita and the Green Giant Legend (Shizuka Minamoto)
- Doraemon: Nobita and the Island of Miracles—Animal Adventure (Shizuka Minamoto)
- Doraemon: Nobita and the New Steel Troops—Winged Angels (Shizuka Minamoto)
- Doraemon: Nobita's Dinosaur 2006 (Shizuka Minamoto)
- Doraemon: Nobita's Great Battle of the Mermaid King (Shizuka Minamoto)
- Doraemon: Nobita's New Great Adventure into the Underworld - The Seven Magic Users (Shizuka Minamoto)
- Doraemon: Nobita's Space Hero Record of Space Heroes (Shizuka Minamoto)
- Doraemon: Nobita's Secret Gadget Museum (Shizuka Minamoto)
- Doraemon: The Record of Nobita's Spaceblazer (Shizuka Minamoto)
- Fullmetal Alchemist the Movie: Conqueror of Shamballa (Actress)
- Stand by Me Doraemon (Shizuka Minamoto)
- Doraemon: Nobita no Takarajima

### Jeux vidéo
- 2nd Super Robot Wars Alpha (Seolla Schweizer)
- Another Century's Episode 3 (Sala Tyrell)
- Castlevania: Portrait of Ruin (Charlotte Aulin)
- Dirge of Cerberus: Final Fantasy VII (Yuffie Kisaragi)
- Ehrgeiz (Yuffie Kisaragi)
- Fire Emblem Heroes (Ethlyn)
- Série Initial D Arcade Stage (Sayuki)
- Kingdom Hearts (Yuffie Kisaragi)
- Kingdom Hearts II (Yuffie Kisaragi)
- The King of Fighters series (Kula Diamond, Lilly Kane)
- Samurai Shodown: Warriors Rage (Mikoto)
- Super Robot Wars Alpha 3 (Seolla Schweizer, Renais Cardiff Shishio)
- Super Robot Wars Alpha Gaiden (Sala Tyrell)
- Super Robot Wars GC (Fairy Firefly)
- Super Robot Wars Original Generations (Seolla Schweizer)
- Super Robot Wars Z (Silvia de Alisia, Sala Tyrell)
- Tales of the World: Radiant Mythology 3 (Nanaly Fletch)
- Tales of Versus (Nanaly Fletch)
- Tokyo Mew Mew (Mint Aizawa)